# Cathorops tuyra
Cathorops tuyra és una espècie de peix de la família dels àrids i de l'ordre dels siluriformes.

## Morfologia
Els mascles poden assolir els 29 cm de llargària total.

## Distribució geogràfica
Es troba als rius i estuaris de la costa del Pacífic entre Panamà i el Perú.